# Malèsia
Malèsia és una regió biogeogràfica que es troba entre les ecozones Indomalaia i Australàsia. Malèsia va ser identificada primer com una província florística que inclou la península malaia, Indonèsia, Les Filipines i Nova Guinea basant-se en la flora que és sobretot asiàtica però també amb elements de la flora antàrtica, incloent-hi moltes espècies de coníferes del sud Podocarpaceae i Araucariaceae. La província florística se sobreposa sobre quatre regions de fauna de mamífers.

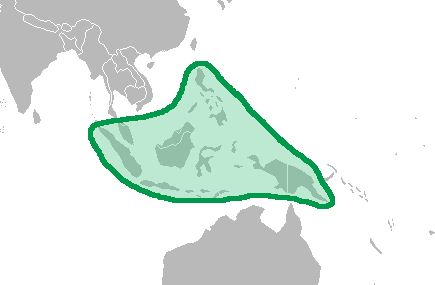
Malèsia

La part oest de Malèsia, que inclou la península malaia i les illes de Sumatra, Java, Bali, i Borneo, comparteix la gran fauna de mamífers d'Àsia i es coneix com a Sondalàndia. Aquestes illes van quedar unides al continent asiàtica durant la darrera glaciació. El costat oriental de Sondalàndia és la Línia de Wallace, que marca els canvis de fauna.
La part oriental de Malèsia, que inclou Nova Guinea i les Illes Aru de l'est d'Indonèsia, està enllaçada amb Austràlia i comparteix molts marsupials i ocells amb Austràlia. Nova Guinea també té elements de la flora antàrtica incloent alguns faigs com Nothofagus i Eucalyptus.
Les illes entre Sondalàndia i Nova Guinea, anomenades Wallacea, mai van estar unides als continents que l'envolten i té una flora i fauna que inclou elements de flora i fauna indomalis i austrlasians. Les ecoregions de les Filipines mai van estar connectades a Àsia i té una flora derivada de l'asiàtica amb alguns elements australasians i una fauna de mamífers diferenciada.